# Cața
Cața (in ungherese Kaca, in tedesco Katzendorf) è un comune della Romania di 2678 abitanti, ubicato nel distretto di Brașov, nella regione storica della Transilvania.
Il comune è formato dall'unione di 5 villaggi: Beia, Cața, Drăușeni, Ionești, Paloș.